# The Stars That Play with Laughing Sam's Dice
Singles de Jimi Hendrix
The Wind Cries Mary
(1967) All Along the Watchtower
(1968)
The Stars That Play with Laughing Sam's Dice (surnommée STP With LSD) est une chanson de rock psychédélique écrite par Jimi Hendrix et enregistrée par The Jimi Hendrix Experience parue en face B du single Burning of the Midnight Lamp en 1967. Présente également dans la compilation britannique Smash Hits, elle apparait dans l'album posthume South Saturn Delta en 1997 dans une version remixée.

## Enregistrement
Les premières démos de The Stars That Play with Laughing Sam's Dice sont enregistrées par l'Experience aux Houston Studios à Los Angeles en Californie, entre le 28 et le 30 juin 1967. Le groupe se concentre ensuite jusqu'au 20 juillet sur l'enregistrement de Burning of the Midnight Lamp aux studios Mayfair à New York.
La piste de base de The Stars That Play… est enregistrée le 19 juillet, et mixée le lendemain. On y entend « The Mily Way Express », un groupe de personnes non identifiées parmi lesquelles figurerait Frank Zappa, qui accompagne aux chœurs, aux sifflets et autres sons.
La chanson est le premier enregistrement publié par Hendrix à présenter le son wah-wah caractéristique par la suite de son jeu.

## À propos de la chanson
À sa sortie, la chanson, considérée comme une blague avec beaucoup de guitares pour remplir la face B, est peu commentée. Dans les années suivantes, on a suggéré que la chanson fasse référence aux drogues psychédéliques : les initiales de la chanson, STP with LSD, évoquent deux substances récurrentes dans la musique psychédélique.

« Jimi [Hendrix] devenait un voyageur aguerri dans les territoires de l'expérience psychédélique. […] Comme pour tant d'autres, sa consommation de LSD entrainait un intérêt pour les sciences occultes, le Yi Jing, l'astrologie, la numérologie et l’association des sons et des couleurs. Mais comme tout voyageur qui connaît le chemin, Jimi connaissait aussi les embûches. Il avait essayé de dissuader Fay [Fayne Pidgeon, un ancien amour de Hendrix] et ses amis de prendre autant [de LSD] que lui, parce qu'ils n'y étaient pas habitués. »

The Stars That Play… est comparé à Spanish Castle Magic et Have You Ever Been (To Electric Ladyland), qui évoquent les thèmes du Magical Mystery Tour des Beatles.

## Sortie
La chanson parait en face B du single Burning of the Midnight Lamp, sorti au Royaume-Uni et dans certaines parties de l'Europe le 19 août 1967. Le single se classe dix-huitième au Royaume-Uni.
La chanson est ensuite publiée à l'international (sauf en Amérique du Nord) dans la compilation Smash Hits sortie en avril 1968, et à titre posthume dans les albums Loose Ends en 1974 (seulement en Europe) et South Saturn Delta en 1997, moment de la sortie officielle de la chanson en Amérique du Nord.